# Lago Champlain

A localização do lago Champlain entre Nova Iorque, Vermont e Quebec.

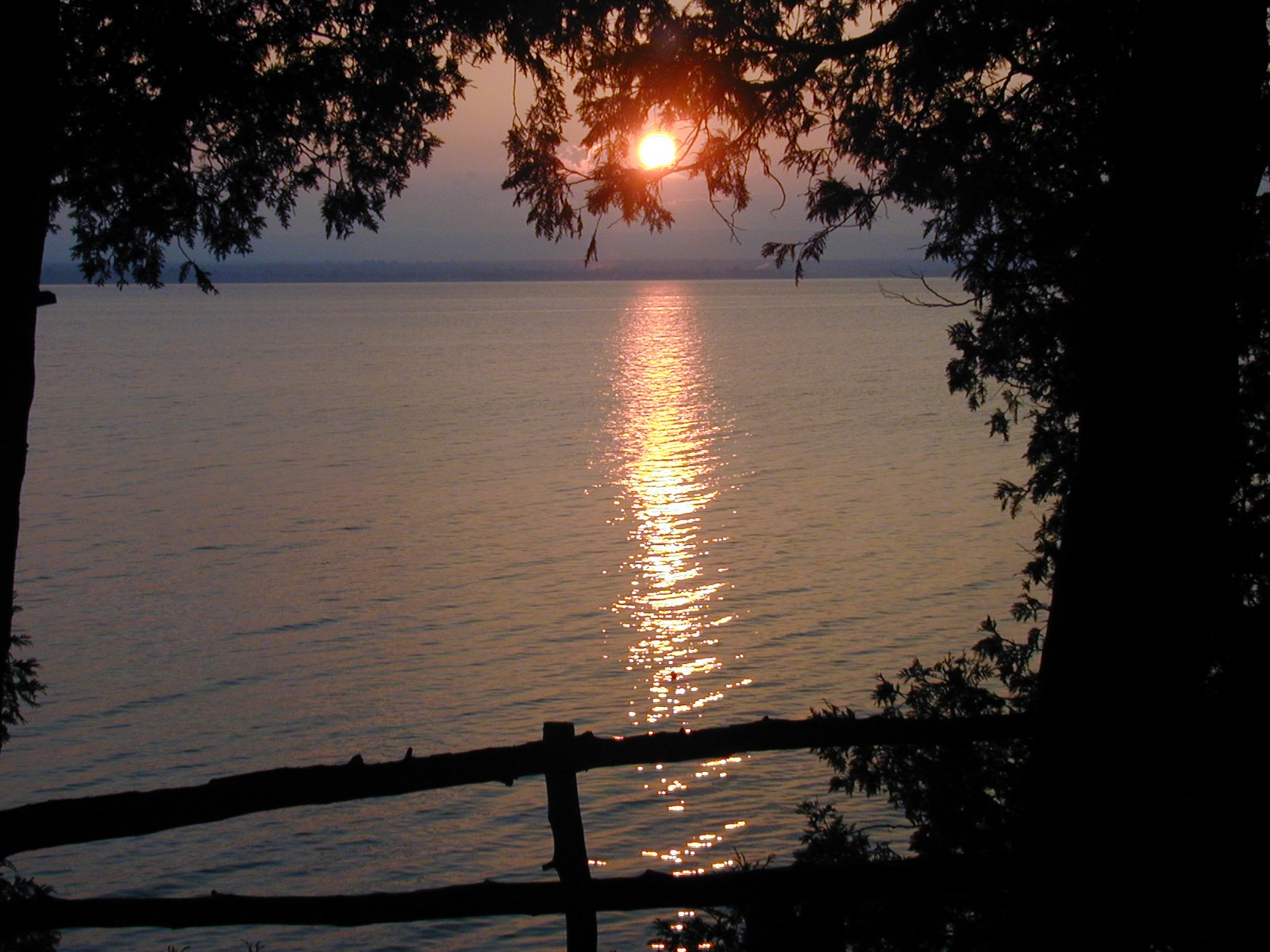
Vista do Lago Champlain.

Lago Champlain é um lago no leste da América do Norte, nos Estados Unidos e Canadá, que faz a fronteira entre os estados de Nova Iorque e Vermont.
A parcela nova-iorquina do Vale Champlain inclui a porção oriental do Condado de Clinton e de Essex. A maior parte desta área faz parte do Parque Adirondack, com vistas tremendas da região de picos elevados.
Existem muitas oportunidades de lazer no parque e ao longo da relativa costa do Lago Champlain. A cidade de Plattsburgh é para o norte e da vila histórica de Ticonderoga, na parte sul da região.